# Miramont-de-Comminges
Miramont-de-Comminges är en kommun i departementet Haute-Garonne i regionen Occitanien i södra Frankrike. Kommunen ligger i kantonen Saint-Gaudens som tillhör arrondissementet Saint-Gaudens. År 2022 hade Miramont-de-Comminges 743 invånare.

## Befolkningsutveckling
Antalet invånare i kommunen Miramont-de-Comminges
Referens:INSEE